# Octopussy (personaggio)
(Octopussy a 007)
Octavia Charlotte Smythe, più semplicemente chiamata Octopussy, è una contrabbandiera di gioielli che compare per la prima volta nel film di James Bond, Octopussy - Operazione piovra, tredicesimo della serie cinematografica ispirata all'opera letteraria dello scrittore Ian Fleming. Nel film è la Bond girl principale è l'antagonista secondario, ed è interpretata dall'attrice svedese Maud Adams.
Il personaggio di Octopussy è stato creato nell'adattamento del 1983 dal racconto di Ian Fleming Octopussy. Nella storia di Fleming, Octopussy è il nome dell'animale polipo del maggiore Dexter Smythe. Il ruolo di Octopussy è fortemente simbolico e, verso la fine del film, elementare nella storia.

## Biografia
Octopussy è una contrabbandiera di gioielli che vive una vita nel lusso. Suo padre studiò piovre, da qui il soprannome Octopussy; il suo vero nome è Octavia Charlotte Smith. Octopussy possiede il proprio circo e palazzo galleggiante in cui vive. Con Magda, leader della cerchia del circo, lavorano insieme con Kamal Khan per ottenere l'uovo di Faberge dal generale Orlov.
Octopussy è vista prima quando Khan le mostra l'uovo. Il suo viso non si vede e Khan le racconta di Bond. Egli insiste su uccidere Bond ma Octopussy dice di no.
Lei incontra Bond pochi minuti dopo la prima ora del film, rivelando che si sente in debito con lui: suo padre era un traditore britannico che Bond ha scoperto; desiderava incontrare Bond e ringraziarlo per ritardare l'arresto del padre abbastanza a lungo per lui per salvare la faccia, suicidandosi prima che potesse essere arrestato e condannato. Octopussy dichiara Bond il suo alleato di fronte a Khan, e dopo aver inutilmente cercato di corromperlo, i due fanno l'amore la sera. La notte seguente, difendono il suo palazzo da aggressori. Durante la lotta Bond finge la sua morte e parte a Karl-Marx-Stadt, dopo aver scoperto che il circo di Octopussy si esibirà lì e i mercenari essere uomini di Khan.
Octopussy, insieme a Orlov e Kamal Khan, pianifica di contrabbandare gli originali dei gioielli falsi simulati dalla Germania Est alla Svizzera usando il suo circo. Orlov e Khan, però, vogliono utilizzare il contrabbando come travestimento per detonare una bomba all'interno di una base aerea degli Stati Uniti sul loro percorso attraverso la Germania Ovest, provocando il disarmo accumulato delle Nazioni Unite. Bond la segue al circo e cerca disperatamente di fermare la bomba di cui Octopussy è ignara. Quando dice a Magda e Octopussy chi è lui (travestito da clown), e che erano state tradite da Orlov e Khan, Octopussy afferra una pistola e spara fuori la posizione della bomba. Al momento giusto, Bond disarma la bomba. Rendendosi conto che sono stati traditi, Octopussy e la sua banda decidono di vendicarsi di Khan per il suo tradimento.
Tornati in India, il suo gruppo fa incursione nel palazzo di Khan per vendicarsi del tradimento di Khan ma lei viene rapita e colpita da Gobinda. Si sveglia nell'aereo privato di Khan e vede Gobinda uscire a uccidere Bond, lei lo schiaffeggia, ma viene buttata di nuovo al suo posto. Dopo Khan perde il controllo dell'aereo, Bond salva Octopussy e salta fuori lasciando Khan a schiantarsi ma Octopussy cade quasi dalla scogliera prima che lei viene salvata nuovamente da Bond. Essi fanno l'amore alla fine a bordo della barca di Octopussy durante il suo recupero.